# 朱爾斯·奈特
朱爾斯·奈特（Jules Knight，1981年9月22日—）是英國的一位演員和歌手。他是歌唱團體Blake的成員，並且出演BBC醫療電視劇霍爾比市。